# In praeclara summorum
In praeclara summorum (en español, Entre el grupo de [hombres] eminentes) es la duodécima encíclica de Benedicto XV, publicada el 30 de abril de 1921, en ella recuerda y valora la obra literaria de Dante Alighieri, en el VI centenario de su muerte

## Contexto histórico
El año 1921 se cumplía el VI centenario de la muerte de Dante el 14 de septiembre de 1321. A lo largo de todo el año se sucedieron en Italia las celebraciones en honor del poeta, reconocido como una de las glorias de Italia y, de algún modo, padre del idioma italiano. En esas conmemoraciones no se olvidó su papel en la configuración de nación italiana, pues su opción por los güelfos en las luchas políticas y armadas de su época entre güelfos y gibelinos, suponía una apuesta por la autonomía de los estados italianos," que evolucionó a posiciones cercanas a las de los gibelinos, al atribuir las dolencias de Italia a la ausencia de un solo poder civil, el del imperio".
Por otra parte, sus fricciones con el papa Bonifacio VIII, que acarrearon en la práctica su expulsión de Florencia, y  su defensa, en su obra De Monarchia, de la separación de poderes entre la Iglesia y el Estado, hizo que en algunas de esas conmemoraciones se olvidase el pensamiento cristiano de Dante, y se le presentase como  campeón de una idea imperial "laica" y casi pagana. En esa línea se situó la publicación en septiembre de 1920, y por tanto como una apertura de estas conmemoraciones, de La poesia di Dante, por Benedetto Croce; en ese momento Croce era ministro de instrucción Pública del Reino de Italia, por lo que su libro se entendió no tano como la obra de una crítico literario, sino como una apropiación institucional de Dante. En este sentido la encíclica de Benedicto XV, puede entenderse como una respuesta a una presentación sesgada del poeta.
Por otra parte In praeclara summorum se sitúa dentro de una serie de encíclicas de Benedicto XV, que tratan de personajes relevantes de la historia de la Iglesia: Spiritus Paraclitus, 1920, sobre San Jerónimo; Príncipes apostolorum Petro, 1920, sobre Sant Efren, que con esa ocasión fue nombrado doctor de la Iglesia; Sagrada Propediem, 1921, sobre San Francisco de Asís y Fausto appetente die, 1921, sobre San Domingo de Guzmán.

## Contenido de la encíclica
Dirigida "a los amados hijos, profesores y alumnos de letras y arte de las universidades", la encíclica comienza ponderando la valía de Dante.

In praeclara summorum copia hominum, suo splendore et gloria fidem catholicam illustrandum, qui cum in omni genere, tum praesertim in litteris diseiplinisque optimis ita sunt versati ut, immortalibus facultatis suae editis fructibus, de civili societate aeque ac de Ecclesia bene meruerint, singularem plane Dantes Aligherius locum obtinet, cuius ab obitu plenus mox erit annus sexcentesímus.
Entre el grupo de hombres eminentes que han dado esplendor y gloria a la fe católica —que se han distinguido en todos los campos, y, en particular, en el de las letras y las artes, de modo que por las inmortales obras de su ingenio han merecido alabanza, tanto de la sociedad civil como de la Iglesia—, ocupa un lugar privilegiado Dante Alighieri, de cuya muerte se celebrará en breve el sexto centenario.
Inicio de la encíclica In praeclara summorum,

El papa quiere unirse a las celebraciones que en Italia y en todo el mundo se está realizando con motivo de esta conmemoración, explica que es lógico que la Iglesia, que desde el principio le consideró como un hijo suyo, se una a esas celebraciones. Recuerda además, que ya al inicio de su pontificado, escribió al arzobispo de Rávena para que se decorase especialmente el templo en que se conserva el sepulcro de Dante. Mediante esta encíclica  pide a los profesores católicos que instruyan a todos sobre las estrechas relaciones de Aligheri con la cátedra de Pedro y en la necesidad de unir con la fe católica las alabanzas al poeta.
Pasa la encíclica a explicar la formación de Dante en las disciplinas filosófica y teológicas, bajo la dirección de profesores que seguían las enseñanzas de Sano Tomás; en su proceso de formación presto especial atención al estudio de las Sagradas Escrituras y de los Padres de la Iglesia; pero enseguida entra a comentar cómo esos conocimientos  y su adhesión a la verdad revelada se muestra, junto con el ingenio del arte, en su obra máxima, la Divina Comedia. En ella

las mismas cosas que narra como fingidas e inventadas, o las referidas a la vida mortal, las relata para mostrar la justicia y providencia de Dios, que gobierna el mundo en el curso del tiempo y en la eternidad, que premia y castiga a todos y a cada uno de los hombres según sus méritos.
Encíclica In praeclara summorum, §3

Utilizando como marco la estructura del mundo tal como en aquel tiempo se pensaba que era, el poeta presenta con brillantez las verdades que conocemos por fe sobre la Santísima Trinidad, la Virgen y Jesucristo. El gobierno del mundo por la providencia divina, la redención del género humano por el Hijo de Dios quedan presentadas con claridad y poesía. De este modo Dante

explicó los tres estados de las almas, que en su mente había concebido, de un modo tal que, para describir antes del día postrero del juicio divino, tanto la condenación de los réprobos, como la purificación de las piadosas almas del purgatorio, y la felicidad de los bienaventurados, debe haber sido inspirado  con la luminosa claridad que dan las profundas enseñanzas de la fe
Encíclica In praeclara summorum, §3

La encíclica  resalta el modo en que Dante muestra la reverencia que debe prestarse a la  Sagrada Escritura y la devoción con que ha de aceptarse las verdades que Dios  nos comunicó por medio de sus diversos autores. Por eso –aclara el poeta- el  Antiguo y el Nuevo Testamento se nos ha dado para toda la eternidad pues

"tienen enseñanzas espirituales que superan la humana razón", entregadas a nosotros "por el Espíritu Santo, que nos reveló la verdad sobrenatural y necesaria para nosotros, por medio de los Profetas y hagiógrafos, por medio del Hijo de Dios, como el eterno, Jesucristo". En cuanto a aquello que vendrá de la vida mortal dice que "nosotros poseemos lo cierto, que consta por la doctrina veracísima de Cristo, que es el Camino, la Verdad. y la Luz: Camino porque sin obstáculo alguno por él nos dirigimos a la eterna beatitud; Verdad porque no hay en ella sombra de error alguno; Luz porque nos ilumina en medio de las tinieblas de la ignorancia.
Encíclica In praeclara summorum, §4

No oculta la encíclica las quejas que mantuvo Dante contra los papas, pero las enmarca en el amor y respeto del poeta por la Iglesia Romana, recordando que cuando expone que la autoridad del Emperador viene de Dios, afirma a continuación:

“esta verdad no debe entenderse tan estrictamente de modo que el Príncipe Romano no esté también sujeto en algún modo al Pontífice Romano; ya que esta felicidad mortal está ordenada en alguna manera a la felicidad inmorta”
Encíclica In praeclara summorum, §5.

El papa explica el contexto histórico y personal de esas quejas de Dante, que son reflejo de su desacuerdo con los que habían ocasionado su destierro de Florencia. Por otra parte recuerda que hay que tener en cuenta que en ese tiempo había comportamientos en los hombres consagrados a la Iglesia había acciones que provocaban las quejas de personas de gran santidad. Por lo demás se aclara en la encíclica,

“lo que justa o injustamente reprendió y vituperó en los clérigos, de ningún modo quiso extenderlo y aplicarlo al honor debido a la Iglesia, o a la veneración debida a las llaves de Pedro; en consecuencia, en asuntos políticos defendió su propia opinión "apoyado en aquel respeto que un hijo piadoso debe al padre, a la madre, a Cristo, a la Iglesia, al Pastor, y a todos los que profesan la religión cristiana, por el triunfo de la verdad".
Encíclica In praeclara summorum, §6

En la Divina Comedia se encuentra un tesoro de la doctrina católica, humus de la filosofía y de la teología cristiana y las leyes divinas para el gobierno de los asuntos públicos, pues Dante era bien consciente de que el bien temporal de la sociedad no podía buscarse olvidando la justicia y el derecho de Dios.
El arte de este poeta se refleja en el modo que une lo útil a la agradable, de modo que no faltan los casos de personas alejadas de Cristo, a los que la lectura de Dante les ha llevado, con la gracia de Dios, a la verdad de la Iglesia. Por todo este el papa hace ver la oportunidad que presenta esta conmemoración de Dante para que los cristianos se sientan movidos a mantener la fe, que es protectora de las bellas artes. Su mayor alabanza es ser poeta cristiano, y quien pretende negarle esta calidad viendo en la Divina Comedia una simple fábula, le niegan lo que en él es primario y fundamento de cualquier otra alabanza.
Concluye la encíclica haciendo ver cómo la obra de Dante muestra

cuán falso es que la consagración de la mente y del corazón a Dios corte las alas del ingenio, mientras, por el contrario, lo espolea y lo eleva. Puede observarse rectamente aquí cuán mal se preocupan por el adelanto de los estudios y de la humanidad aquellos que pretenden quitar todo lo que sea religión en la educación de la juventud.
Encíclica In praeclara summorum, §10

Termina el papa animando a los profesores y estudiosos de las bellas letras que valoren en su justo término este Poema, enseñándolo así a los jóvenes.